# Ansamblul urban „Str. Badea Cârțan” din Timișoara

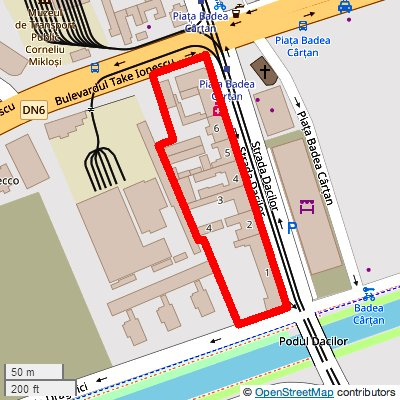
Localizarea și limitele ansamblului

Ansamblul urban „Badea Cârțan” este o zonă din cartierul Fabric al Timișoarei, declarată monument istoric, având codul LMI TM-II-a-B-06108.

## Descriere
Ansamblul este format din clădirile situate pe frontul vestic al pieței Badea Cârțan (nr. 1–7).

## Istoric
La fel ca la Ansamblul urban I, zona, fiind situată în afara zonei Non Aedificandi a cetății Timișoara, și-a păstrat caracterul rural până spre sfârșitul secolului al XIX-lea. Zona se dezvoltă după 1892, adică după defortificarea Timișoarei. Se trasează actuala tramă stradală și apar clădirile cu etaj.
| Poz. | Descriere                                                          | Adresă, Coordonate                                                   | Data autorizării, data terminării, Arhitect | Imagine | Note              |
| ---- | ------------------------------------------------------------------ | -------------------------------------------------------------------- | ------------------------------------------- | ------- | ----------------- |
| 1    | Casă.                                                              | Str. Badea Cârțan, nr. 1 45°45′39″N 21°14′54″E / 45.7607°N 21.2482°E | c. 1900                                     |         | [ 4 ]             |
| 2    | Casă.                                                              | Str. Badea Cârțan, nr. 2 45°45′40″N 21°14′53″E / 45.7612°N 21.2480°E | sec. al XIX-lea                             |         | [ 4 ]             |
| 3    | Casă.                                                              | Str. Badea Cârțan, nr. 3 45°45′41″N 21°14′52″E / 45.7614°N 21.2479°E | c. 1900                                     |         | [ 4 ]             |
| 4    | Casa Mátyás (Mathias) Joszt. Stil eclectic istoricist, neobaroc.   | Str. Badea Cârțan, nr. 4 45°45′42″N 21°14′52″E / 45.7616°N 21.2478°E | 9 aug 1902/ 1 mai 1903                      |         | [ 4 ] [ 6 ] [ 7 ] |
| 5    | Casa József (Josef) Rittinger. Stil eclectic istoricist, neobaroc. | Str. Badea Cârțan, nr. 5 45°45′42″N 21°14′52″E / 45.7618°N 21.2477°E | 9 aug 1902/ 1 mai 1903                      |         | [ 4 ] [ 6 ] [ 7 ] |
| 6    | Casă. Stil Secession eclectic cu decorațiuni cu influențe baroce.  | Str. Badea Cârțan, nr. 6 45°45′43″N 21°14′51″E / 45.7619°N 21.2476°E | c. 1900                                     |         | [ 4 ] [ 6 ]       |
| 7    | Casă.                                                              | Str. Badea Cârțan, nr. 7 45°45′44″N 21°14′51″E / 45.7622°N 21.2475°E | sec. al XIX-lea                             |         | [ 4 ]             |